# Кодекс Чимальпопока
Кодекс Чимальпопока (Códice Chimalpopoca) — рукопис початку XVII століття, пам'ятник літератури ацтеків, записаний мовою науатль та іспанською. У 2013 році кілька частин цього ацтекського кодексу, зокрема «Легенда про сонце», перекладені російською мовою українськими фахівцями з доколумбових цивілізацій С. А. Купрієнком та В. М. Талахом. Кодекс Чимальпопока в средині XX століття був загублений, його доля і місце знаходження невідомі.

## Історія
Було створено, ймовірно, в перші десятиліття XVII століття. Хто був ініціатором створення збірки дослідником виявити поки не вдалося. Відповідно до однієї з теорій цей кодекс було написано в Імператорському і Папському Коллегіумі Святого Хреста в Тлателолько. На замовлення історика Фернандо де Альва Іштлільшочітля була зроблена копія з втраченого первісного рукопису. Після його смерті у 1650 році разом з іншими його паперами опинився в Луїса де Гонгори-і-Арготе, згодом у його небіжа, ерудита Карлоса де Сігуенса-і-Гонгори, від якого потрапив до бібліотеки єзуїтського Великого Колегіуму Святих Петра і Павла в Мехіко.
У середині XVIII століття в цьому колегіумі зошит бачив Лоренцо Ботуріні Бенадуччі, що вказав, що вона походить з паперів Іштлільшочітля. Подальша доля рукопису відома епізодично. Наприкінці XVIII століття нею володів знавець мексиканських старожитностей Антоніо де Леон-і-Гама, який зняв копію, нині зберігається в Національній Бібліотеці Франції в Парижі.
У першій половині XIX століття власником рукопису був інший мексиканський ерудит, Фаустіно Галісія Чимальпопока, у якого в 1849 році зошит, по всій видимості, придбав ще один відомий любитель і знавець доколумбових старожитностей, Шарль-Етьєн Брассер де Бурбур (на титульному аркуші збірника він записав назву «Кодекс Чимальпопокі» з поясненням, на честь кого воно дано).
Наприкінці XIX століття кодекс виявився в колекції старожитностей Історичного Архіву Національного Інституту антропології та історії в Мехіко під номером 159. Втім перевірка фондів архіву встановила, що в 1949 році рукописи там вже не було. Її нинішнє місцезнаходження невідоме. Залишилися паризька копія Леона-і-Гами і часткове факсимільне видання, здійснене в 1945 році Прімо Фелісіано Веласкесом.
У 1909–1925 роках німецької етнолога Волтер Леманн мав можливість вивчити кодекс, коли він був ще в Національному музеї Мексики.

## Опис
Представляє собою рукопис в зошиті з 43 аркушів розміром 15х22 см. Її аркуші тонки, жовті зі зношеними краями.

## Зміст
Поділяється на три частини. З 1 до 68 сторінки займає згадана «Літопис Куаутітлан» (написано мовою науатль), де викладано події від створення світу до 1563 року, з додаваннями, зробленими в 1570 році.
На наступних 3 аркушах (69-74) наводиться складений іспанською твір індіанського священика Педро Понсе де Леона «Коротке повідомлення щодо богів і обрядах поганства». Сторінки з 75 по 84 займає текст мовою науатль, якому мексиканський дослідник у 1903 році Ф. де Пасо-і-Тронкосо дав назву «Легенда про сонце». Є найбільш значним джерелом про міф про Сонце.